# 莫路·拉莫斯
莫路·拉莫斯·迪·奧利華拉（葡萄牙語：Mauro Ramos de Oliveira，1930年8月30日—2002年9月18日），通稱莫路·拉莫斯（Mauro Ramos）或簡稱莫路（Mauro），是巴西前職業足球運動員，司職中後衛。他職業生涯主要效力於聖保羅足球俱樂部、桑托斯足球俱樂部以及巴西國家足球隊，被視為巴西足球史上最傑出的中後衛之一。
莫路以其卓越的制空能力與精準剷斷技術聞名。義大利體育記者吉安尼·布雷拉（Gianni Brera）曾評價他為足球史上最優秀的清道夫，此觀點刊登於1992年1月3日《共和國報》的專題報導中。他的防守穩定性與戰術意識對巴西隊在1950至1960年代的國際賽事表現具有關鍵影響。

## 俱樂部生涯
莫路出生於米納斯吉拉斯州的波苏斯-迪卡尔达斯，1940年代初期於家鄉業餘俱樂部展開足球生涯，曾代表卡爾登斯體育協會（Associação Atlética Caldense）出賽。1948年，他從聖若昂競技俱樂部（Sociedade Esportiva Sanjoanense）轉會至聖保羅足球俱樂部，接替阿曼多·倫加內斯基（Armando Renganeschi）成為主力中後衛，此後共為聖保羅出戰489場賽事並攻入2球。其穩健表現使原主力倫加內斯基長期居於替補席。
1960年賽季前，莫路以500萬克魯塞羅轉會費加盟桑托斯足球俱樂部，並迅速成為「山度士黃金世代」（Os Santásticos）的核心成員。1967年，他首度赴海外發展，加入墨西哥托卢卡体育足球俱乐部，但隔年因腹股溝傷勢於38歲時宣布退役。

## 國際賽事生涯
莫路共代表巴西國家足球隊出賽28次。其國際賽歷程具戲劇性轉折：他雖入選1954年世界盃與1958年世界盃國家隊陣容，但兩屆賽事均未獲出場機會。直至1962年世界盃，他以隊長身份首度登場，並率隊於決賽擊敗捷克斯洛伐克，親手舉起世界盃冠軍獎盃。

## 榮譽

### 俱樂部
聖保羅（1948-1959年）
- 聖保羅州足球甲級聯賽冠軍：1948、1949、1953、1957
- 小俱樂部世界盃冠軍：1955

桑托斯（1960-1966年）
- 聖保羅州足球甲級聯賽冠軍：1960、1961、1962、1964、1965
- 里約-聖保羅錦標賽冠軍：1963、1964、1966
- 巴西足球甲級聯賽冠軍：1961、1962、1963、1964、1965（連續五年稱霸）
- 南美解放者盃冠軍：1962、1963（首支蟬聯該賽事的巴西球隊）
- 洲際盃冠軍：1962、1963（雙年度擊敗歐洲冠軍本菲卡與AC米蘭）

托盧卡（1967-1968年）
- 墨西哥足球甲級聯賽冠軍：1967-68賽季

### 國家隊
巴西國家足球隊
- 國際足協世界盃冠軍：1958（非出場成員）、1962（隊長身份舉盃）
- 美洲國家盃冠軍：1949
- 羅卡盃冠軍：1963（南美與歐洲國家對抗賽）